# Paul Daley
Paul Daley (født 21. februar 1983 i Nottingham, England) er en engelsk MMA-udøver, som blandt andet har konkurreret i UFC, Strikeforce, Pancrase og EliteXC og er tidligere i mester i organisationen Cage Rage weltervægtssdivision. Han har siden 27. februar, 2015 kæmpet i organisationen Bellator MMA.

## MMA
Daley fik sin første professionelle MMA-match i juni 2003. Han kæmpede i blandt andet i organisationen EliteXC, hvor han tabte til Jake Shields via submission (armbar) den 4. oktober, 2008.
Han debuterede i UFC på UFC 103 den 19. september 2009 ved at besejre danske Martin Kampmann via knockout. Indenfor sin anden kamp i organisationen på UFC 108 i januar 2010 klarede Daley ikke vægtgrænsen men vejede 2 pund for meget ved indvejningen. Som et resultat af dette blev han tvunget til at betale en bøde på 10% af sin gage til modstanderen Dustin Hazelett. Daley vandt kampen på knockout.
I sin tredje kamp i organisationen på UFC 113 den 8. maj 2010 tabte Daley mod Josh Koscheck. Efter at kampen blev standset og dommeren separerede Koscheck og Daley affyrede Daley et slag som ramte Koscheck i ansigtet. Til pressemødet efter gallet meddelte UFC's president Dana White at Daley på grund af denne hændelse, aldrig mere kunne få en kamp i organisationen.
I september 2010 skrev han kontrakt med organisationen Strikeforce. Efter at have vundet sin første kamp i organisationen fik han i april 2011 chancen for at få en kamp om weltervægts-titlen mod den regerende mester Nick Diaz. Daley tabte kampen via teknisk knockout i slutningen af første omgang.